# Championnat de Belgique féminin de handball 2012-2013
Navigation
2011-2012 2013-2014
La saison 2012-2013 du Championnat de Belgique féminin de handball est la 41e saison de la plus haute division belge de handball. La première phase du championnat la phase classique oppose les dix meilleurs clubs de Belgique en une série de dix-huit rencontres puis de six à dix matchs durant les play-offs.

## Participants
| Visé Saint-Trond Achilles Hasselt Rhino Meeuwen Anvers Raeren Izegem Waasmunster |

| Club                   | Ville              | Province            | Salle                              |
| ---------------------- | ------------------ | ------------------- | ---------------------------------- |
| DHT Middelkerke-Izegem | Middelkerke-Izegem | Flandre Occidentale | Stedelijk Sportcentrum "De Krekel" |
| Initia HC Hasselt      | Hasselt            | Limbourg            | Sporthal Alverberg                 |
| Achilles Bocholt       | Bocholt            | Limbourg            | Sportcomplex De Damburg            |
| DHW Antwerpen          | Anvers             | Anvers              | Sportcomplex Sorghvliedt           |
| HC Eynatten-Raeren     | Raeren             | Liège               | Sportzentrum                       |
| Fémina Visé            | Visé               | Liège               | Hall Omnisports de Visé            |
| HC Rhino               | Vosselaar          | Anvers              | Sporthal Horito                    |
| DHC Meeuwen            | Meeuwen-Gruitrode  | Limbourg            | Gemeentelijk Sportcentrum          |
| DHC Waasmunster        | Waasmunster        | Flandre-Orientale   | Sporthal Hoogendonck               |
| HB Saint-Trond         | Saint-Trond        | Limbourg            | Sporthal Jodenstraat               |

## Organisation du championnat
La saison régulière est disputée par 10 équipes jouant chacune l'une contre l'autre à deux reprises selon le principe des phases aller et retour. Une victoire rapporte 2 points, une égalité, 1 point et, donc une défaite 0 point.
Après la saison régulière, les quatre équipes les mieux classées s'engagent dans les play-offs. Ceux-ci constituent en un nouveau championnat où les quatre équipes s'affrontent en phase aller-retour mais lors duquel l'équipe classée première de la saison régulière part avec 4 points, le second, 3, le troisième, 2, le quatrième, 1.
Ces quatre équipes s'affrontent dans le but de pouvoir terminer premier et donc de se qualifier pour la coupe EHF.
Pour ce qui est des six dernières équipes de la phase régulière, elles s'engagent quant à elles dans les play-downs. Il s'agit là aussi d'une compétition normale en phase aller-retour mais pour laquelle le premier de ces play-downs commence avec 6 points, le second, 5, le troisième, 4, le quatrième, 3, le cinquième, 2 et le sixième avec 1 points.
Ces quatre équipes s'affrontent dans le but de ne pas pouvoir finir aux deux dernières places dans ce cas la dernière équipe sera reléguée en deuxième division national et laissera sa place pour l'équipe vainqueur des play-offs de deuxième division nationale, tandis que l'avant-dernière équipe des play-downs devra, quant à elle, disputer un match contre la deuxième équipe des play-offs de deuxième division nationale pour savoir si elle aussi est reléguée en deuxième division nationale ou si elle maintient une place, l'an prochain pour la première division nationale.

## Saison régulière

### Classement
|    | Équipe                 | Pts | J  | G  | N | P  | Bp  | Bc  | Diff | Dép |
| -- | ---------------------- | --- | -- | -- | - | -- | --- | --- | ---- | --- |
| 1  | DHW Antwerpen          | 31  | 18 | 15 | 1 | 2  | 528 | 373 | 155  | -   |
| 2  | HB Sint-Truiden        | 28  | 18 | 14 | 0 | 4  | 514 | 372 | 142  | -   |
| 3  | Fémina Visé Handball T | 27  | 18 | 13 | 1 | 4  | 523 | 379 | 144  | -   |
| 4  | Initia HC Hasselt      | 26  | 18 | 13 | 0 | 5  | 511 | 421 | 90   | -   |
| 5  | HC Rhino               | 26  | 18 | 12 | 2 | 4  | 495 | 395 | 100  | -   |
| 6  | DHC Waasmunster        | 14  | 18 | 7  | 0 | 11 | 371 | 415 | -44  | -   |
| 7  | DHT Middelkerke-Izegem | 10  | 18 | 5  | 0 | 13 | 401 | 549 | -148 | -   |
| 8  | Achilles Bocholt       | 8   | 18 | 4  | 0 | 14 | 380 | 513 | -133 | -   |
| 9  | HC Eynatten-Raeren     | 6   | 18 | 3  | 0 | 15 | 408 | 545 | -137 | -   |
| 10 | DHC Meeuwen            | 4   | 18 | 2  | 0 | 16 | 329 | 498 | -169 | -   |

|   | Qualification aux playoffs  |
|   | Participation aux playdowns |
| T | Tenant du titre 2012        |
| P | Promu de titre 2011-2012    |

### Résultats
| Résultats (dom.\ext.)                                      | Izeg  | Init  | Achi  | DHW   | Visé  | Meeu  | St-T  | Waas  | Rhino | Raer  |
| DHT Middelkerke-Izegem                                     |       | 22-21 | 26-23 | 25-39 | 13-37 | 30-21 | 15-33 | 17-22 | 23-22 | 20-35 |
| Initia HC Hasselt                                          | 38-24 |       | 32-23 | 24-25 | 24-35 | 30-19 | 31-22 | 31-18 | 27-26 | 37-17 |
| Achilles Bocholt                                           | 29-30 | 20-28 |       | 25-33 | 14-30 | 23-18 | 20-37 | 25-27 | 20-28 | 22-20 |
| DHW Antwerpen                                              | 42-19 | 23-30 | 29-19 |       | 27-20 | 31-12 | 28-20 | 28-15 | 26-26 | 36-19 |
| Fémina Visé                                                | 46-22 | 29-26 | 28-13 | 20-28 |       | 36-16 | 23-29 | 32-13 | 23-23 | 36-22 |
| DHC Meeuwen                                                | 32-26 | 18-22 | 20-23 | 15-34 | 13-26 |       | 19-29 | 14-22 | 17-36 | 29-28 |
| HB Saint-Trond                                             | 33-20 | 34-21 | 39-11 | 24-18 | 18-20 | 25-19 |       | 29-18 | 26-29 | 30-19 |
| DHC Waasmunster                                            | 17-18 | 18-25 | 24-19 | 19-26 | 23-26 | 21-8  | 17-22 |       | 18-24 | 35-23 |
| HC Rhino                                                   | 30-24 | 25-23 | 33-20 | 21-23 | 34-21 | 23-20 | 21-23 | 28-17 |       | 34-20 |
| HC Eynatten-Raeren                                         | 29-24 | 23-31 | 21-31 | 20-32 | 18-35 | 26-20 | 24-34 | 24-34 | 24-32 |       |
| - Victoire à domicile - Match nul - Victoire à l'extérieur |       |       |       |       |       |       |       |       |       |       |

## Play-offs

### Classement
|   | Équipe                 | Pts | J | G | N | P | Bp  | Bc  | Diff |  | Résultats (dom.\ext.)  | Antw. | Visé  | St-T  | Init  |
| - | ---------------------- | --- | - | - | - | - | --- | --- | ---- |  | ---------------------- | ----- | ----- | ----- | ----- |
| 1 | DHW Antwerpen          | 14  | 6 | 5 | 0 | 1 | 147 | 141 | 6    |  | DHW Antwerpen          |       | 22-21 | 20-19 | 32-27 |
| 2 | Fémina Visé Handball T | 10  | 6 | 4 | 0 | 2 | 162 | 137 | 25   |  | Fémina Visé Handball T | 29-20 |       | 20-24 | 38-27 |
| 3 | HB Sint-Truiden        | 9   | 6 | 3 | 0 | 3 | 139 | 140 | -1   |  | HB Sint-Truiden        | 19-26 | 17-23 |       | 32-25 |
| 4 | Initia HC Hasselt      | 1   | 6 | 0 | 0 | 6 | 158 | 188 | -30  |  | Initia HC Hasselt      | 26-27 | 27-31 | 26-28 |       |

|   | Qualification pour la finale de D1 |
|   | Match pour la 3e place             |
| T | Tenant du titre 2012               |
| P | Promu 2012                         |

### Match pour la troisième place
| Date                        | Équipe visité   | Score | Équipe visiteur   |
| --------------------------- | --------------- | ----- | ----------------- |
| Dimanche 12 mai 2013, 17h50 | HB Sint-Truiden | 31-21 | Initia HC Hasselt |

### Finale
Le DHW Antwerpen bat Fémina Visé 52-51 au total. Il est donc sacré champion de Belgique et qualifié pour le premier tour de la Coupe de l'EHF. 
| Date & Heure       | Équipe recevante | Score | Équipe visiteuse |
| ------------------ | ---------------- | ----- | ---------------- |
| 18 mai 2013, 20h15 | Fémina Visé      | 21-24 | DHW Antwerpen    |
| 25 mai 2013, 20h15 | DHW Antwerpen    | 28-30 | Fémina Visé      |

## Play-downs

### Classement
Les playdowns sont un mini-championnat opposant en matches aller-retour les quatre dernières équipes de la saison régulière du championnat. Avant le début des playdowns les équipes reçoivent un bonus de points en fonction de leur classement en saison régulière : le cinquième reçoit six points, le sixième reçoit cinq points, le septième reçoit quatre points, le huitième reçoit trois points, le neuvième deux points et le dixième reçoit un point.
|   | Équipe                 | Pts | J  | G  | N | P | Bp   | Bc  | Diff |
| - | ---------------------- | --- | -- | -- | - | - | ---- | --- | ---- |
| 1 | HC Rhino               | 26  | 10 | 10 | 0 | 0 | 323  | 226 | 97   |
| 2 | DHC Waasmunster        | 17  | 10 | 6  | 0 | 4 | 234  | 229 | 5    |
| 3 | Achilles Bocholt       | 12  | 10 | 4  | 1 | 5 | 230  | 250 | -20  |
| 4 | DHT Middelkerke-Izegem | 12  | 10 | 4  | 0 | 6 | 1238 | 259 | 979  |
| 5 | DHC Meeuwen            | 8   | 10 | 3  | 1 | 6 | 223  | 246 | -23  |
| 6 | HC Eynatten-Raeren     | 6   | 10 | 2  | 0 | 8 | 217  | 255 | -38  |

### Matchs
| Résultats (dom.\ext.)                                      | Rhino | Waas. | A.Boch. | Midd. | Meuw. | Eyna. |
| HC Rhino                                                   |       | 32-23 | 48-21   | 32-19 | 30-25 | 26-21 |
| DHC Waasmunster                                            | 18-25 |       | 23-20   | 32-2  | 22-18 | 21-16 |
| Achilles Bocholt                                           | 25-28 | 27-19 |         | 27-20 | 23-23 | 24-20 |
| DHT Middelkerke-Izegem                                     | 21-30 | 28-25 | 27-20   |       | 24-18 | 25-27 |
| DHC Meeuwen                                                | 26-34 | 19-26 | 26-22   | 20-24 |       | 23-22 |
| HC Eynatten-Raeren                                         | 27-38 | 21-25 | 16-21   | 28-27 | 19-25 |       |
| - Victoire à domicile - Match nul - Victoire à l'extérieur |       |       |         |       |       |       |